# Eugenio Bani
Pour les articles homonymes, voir Bani.
Eugenio Bani, né le 13 janvier 1991 à Pise (Toscane), est un coureur cycliste italien.

## Palmarès
- 2009
  - 4e étape du Tour de Toscane juniors
  - 2e du Trofeo Buffoni
  - 7e du championnat d'Europe sur route juniors
- 2011
  - 2e du Gran Premio Sportivi Poggio alla Cavalla
  - 3e du Giro delle Due Province
- 2012
  - 3e du Gran Premio Pretola
- 2014
  - Trofeo Ristorante Pietro
  - 2e du Gran Premio Sportivi Poggio alla Cavalla
  - 3e du Gran Premio Montanino
  - 3e du Trofeo Figros
  - 3e du Trofeo Comune di Lamporecchio
- 2016
  - 4e étape du Tour du Táchira
  - 3e du Grand Prix Adria Mobil

## Classements mondiaux
| Année            | 2016   | 2017 |
| ---------------- | ------ | ---- |
| UCI Asia Tour    | 425e   | 574e |
| UCI Africa Tour  | 124e   |      |
| UCI Europe Tour  | 1 002e |      |
| UCI America Tour | 398e   |      |